# Сапак (Акмолинская область)
Сапак (каз. Сапақ, бывшее Политехник) — упразднённое село в Енбекшильдерском районе Акмолинской области Казахстана. Входило в состав Аксуского сельского округа. Код КАТО — 114531600.

## География
Село располагалось в восточной части района, на расстоянии примерно 92 километров (по прямой) к востоку от административного центра района — города Степняк, в 16 километрах к северо-западу от административного центра сельского округа — аула Аксу.
Абсолютная высота — 257 метров над уровнем моря.
Ближайшие населённые пункты: аул Аксу — на юго-востоке, посёлок Заводской — на юге.

## История
Постановлением акимата Акмолинской области от 13 декабря 2019 года № А-12/623 и решением Акмолинского областного маслихата от 13 декабря 2019 года № 6С-40-9 село Сапак было переведено в категорию иных поселений и включено в состав аула Аксу.

## Население
| 1989 | 1999 | 2009 | 2021 |
| ---- | ---- | ---- | ---- |
| 264  | ↘142 | ↘116 | ↘7   |

В 1989 году население села составляло 264 человек (из них казахи — 100 %).
В 1999 году население села составляло 142 человека (69 мужчин и 73 женщины). По данным переписи 2009 года, в селе проживало 116 человек (59 мужчин и 57 женщин).